# Olof Andersson i Kvinneby
Olof Andersson (i riksdagen kallad Andersson i Kvinneby), född 18 juli 1806 i Stenåsa socken, Kalmar län, död där 20 februari 1878, var en svensk riksdagsman i bondeståndet.
Andersson företrädde Ölands södra mot av Kalmar län vid riksdagen 1859–1860. Han var då suppleant i bevillningsutskottet och i förstärkta konstitutionsutskottet.